# Feria de las Naciones
La Feria de las Naciones es una celebración que se realiza desde el mes de octubre de 2010 en Malloco, provincia de Talagante, Chile. Es una fiesta donde participan naciones provenientes de los cinco continentes del mundo, en la cual exhiben su cultura y gastronomía. Se festeja cada año en el centro de eventos Múnich, ubicado en Malloco, dentro de la región metropolitana.

## Finalidad
La fiesta intenta generar un intercambio cultural entre las diversas personas que asisten de cada país diferente, tanto de los expositores, como del público que acude a esta celebración. Este intercambio se da a través de los platos típicos que muestra cada país, sus bailes, cantos, vestimentas y artesanías.

## Países participantes
En esta celebración participan 16 países diferentes:
- Argentina
- Alemania
- Brasil
- China
- Cuba
- Ecuador
- España
- Francia
- Italia
- Japón
- México
- Rusia
- Siria
- Tailandia
- Uruguay
- Vietnam

Además, en 2010 participaron pueblos originarios de Chile, tales como Rapa Nui, mapuches y aimaras.